# Nephthea sphaerophora
Nephthea sphaerophora är en korallart som beskrevs av Kükenthal 1903. Nephthea sphaerophora ingår i släktet Nephthea och familjen Nephtheidae. Inga underarter finns listade i Catalogue of Life.